# Dubînka, Camenița
Dubînka (în ucraineană Дубинка) este un sat în comuna Zalissea Druhe din raionul Camenița, regiunea Hmelnîțkîi, Ucraina.

## Demografie
Componența lingvistică a localității Dubînka
     Ucraineană (100%)
Conform recensământului din 2001, toată populația localității Dubînka era vorbitoare de ucraineană (100%).